# Albert Acevedo
Albert Alejandro Acevedo Vergara (Santiago del Cile, 6 maggio 1983) è un ex calciatore cileno, di ruolo difensore.

## Caratteristiche tecniche
È un difensore centrale.

## Palmarès

### Club

#### Competizioni nazionali
- Campionato cileno: 5

Universidad Católica: 2002 (A), 2005 (C)
Universidad de Chile: 2011 (A), 2011 (C), 2012 (A)
- Coppa del Cile: 1

Universidad de Chile: 2012-2013
- Supercoppa del Cile: 1

O'Higgins: 2014

#### Competizioni internazionali
- Coppa Sudamericana: 1

Universidad de Chile: 2011